# Capitale fisso
Fanno parte del capitale fisso tutti gli investimenti a lungo tempo di recupero, cioè i capitali che avranno il corrispettivo ricavo oltre l'anno. Questi beni possono anche essere definiti "beni a fecondità ripetuta", poiché il loro utilizzo concorre alla formazione del prodotto o servizio solo per una determinata parte del loro costo (ammortamento). Tra questi beni si possono collocare, ad esempio, gli impianti e i macchinari. In sostanza il capitale fisso è quella parte dei beni durevoli che costituiscono una fonte redditizia nello svolgimento di un'attività produttiva.
Fanno invece parte del capitale circolante tutti quegli investimenti che vedranno il corrispettivo ricavo entro l'anno, quindi a breve tempo di recupero. Questi beni possono anche essere definiti "beni a fecondità semplice", in quanto concorrono alla formazione del costo del prodotto per tutto il loro ammontare. Fanno parte del capitale circolante, ad esempio, le materie prime, i lubrificanti e i combustibili, nonché i lavoratori.